# Gueschart
 Gueschart (picardisch Djéchart) ist eine französische Gemeinde mit 368 Einwohnern (Stand 1. Januar 2022) im Département Somme in der Region Hauts-de-France. Sie gehört zum Arrondissement Abbeville und zum Kanton Rue.

## Geographie
Die Gemeinde liegt auf der Hochfläche des Ponthieu südlich des Flüsschens Authie rund 9,5 Kilometer östlich von Crécy-en-Ponthieu. Das Gemeindegebiet gehört zum Regionalen Naturpark Baie de Somme Picardie Maritime.

## Geschichte
In Gueschart errichtete die Wehrmacht eine Raketenabschussbasis. Der Ort wurde deshalb im Zweiten Weltkrieg bombardiert.

## Einwohner
| 1962 | 1968 | 1975 | 1982 | 1990 | 1999 | 2006 | 2011 |
| ---- | ---- | ---- | ---- | ---- | ---- | ---- | ---- |
| 477  | 453  | 406  | 380  | 345  | 324  | 320  | 321  |

## Sehenswürdigkeiten

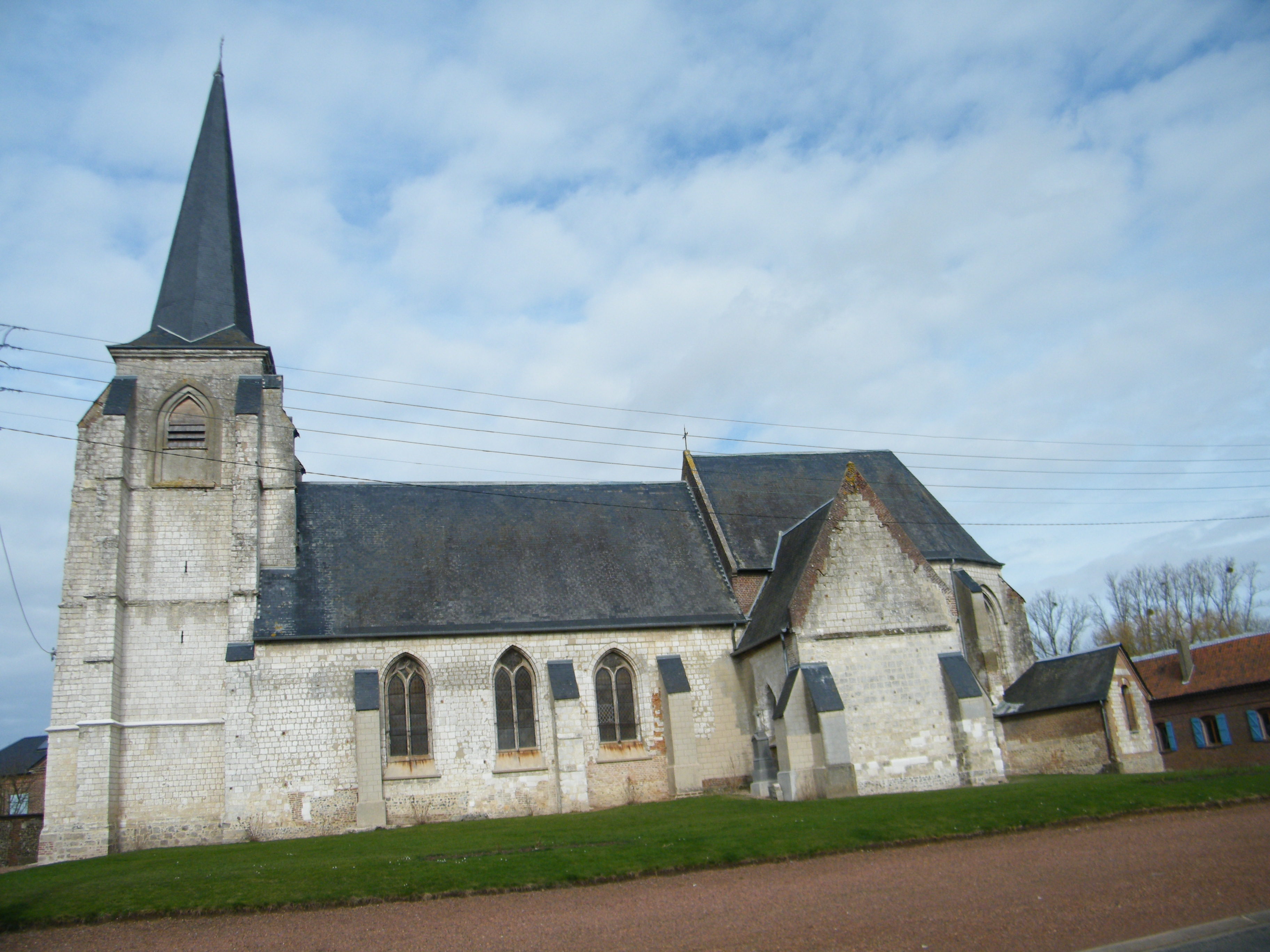
Kirche Saint-Fursy

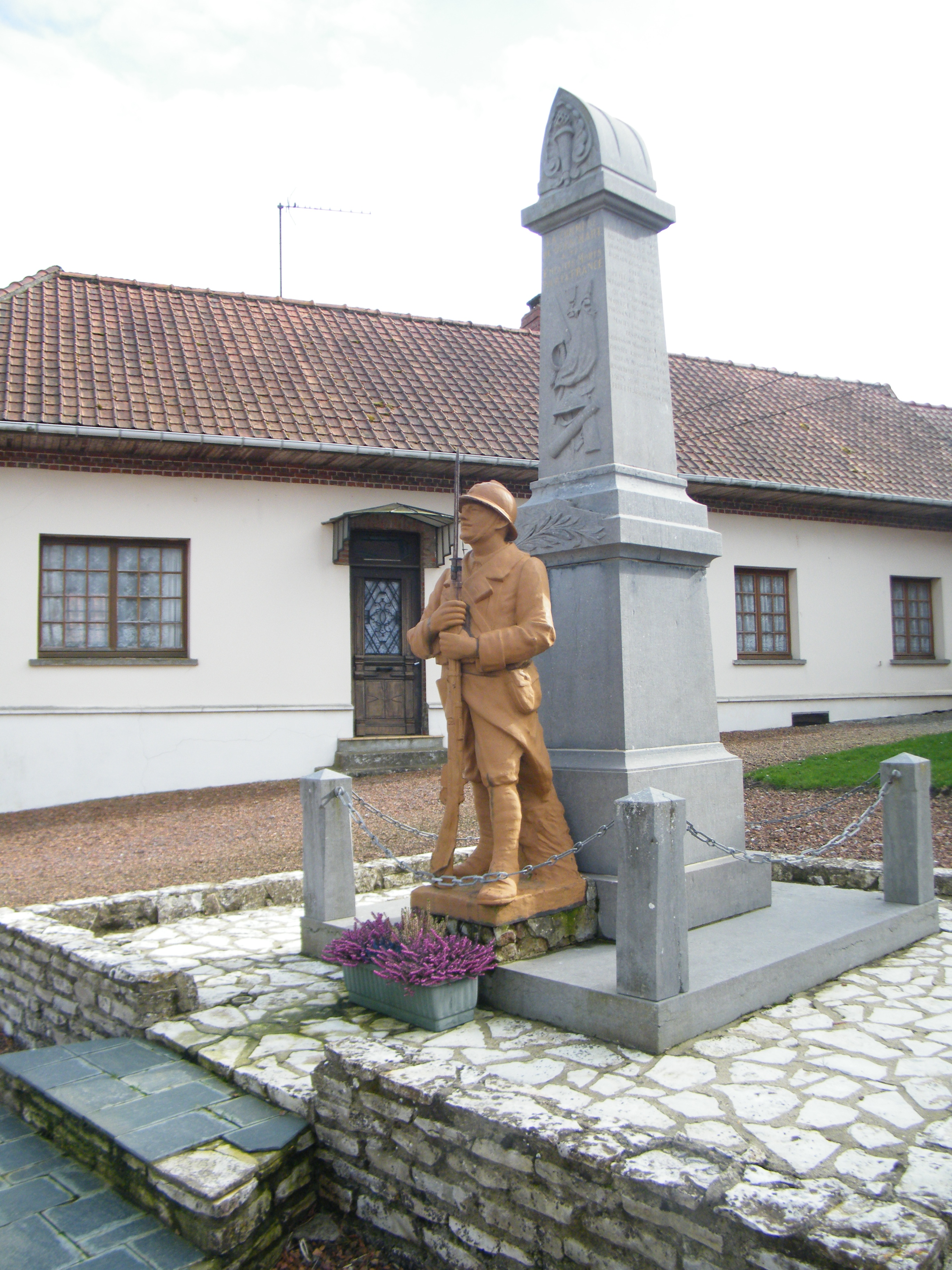
Kriegerdenkmal

- Kirche Saint-Fursy
- Kriegerdenkmal